# 恩斯特·路德維克 (波美拉尼亞)
恩斯特·路德維克（波蘭語：Ernest Ludwik，1545年11月20日—1592年6月17日），波美拉尼亞公爵，腓力一世的第三子，1560年至1592年在位。

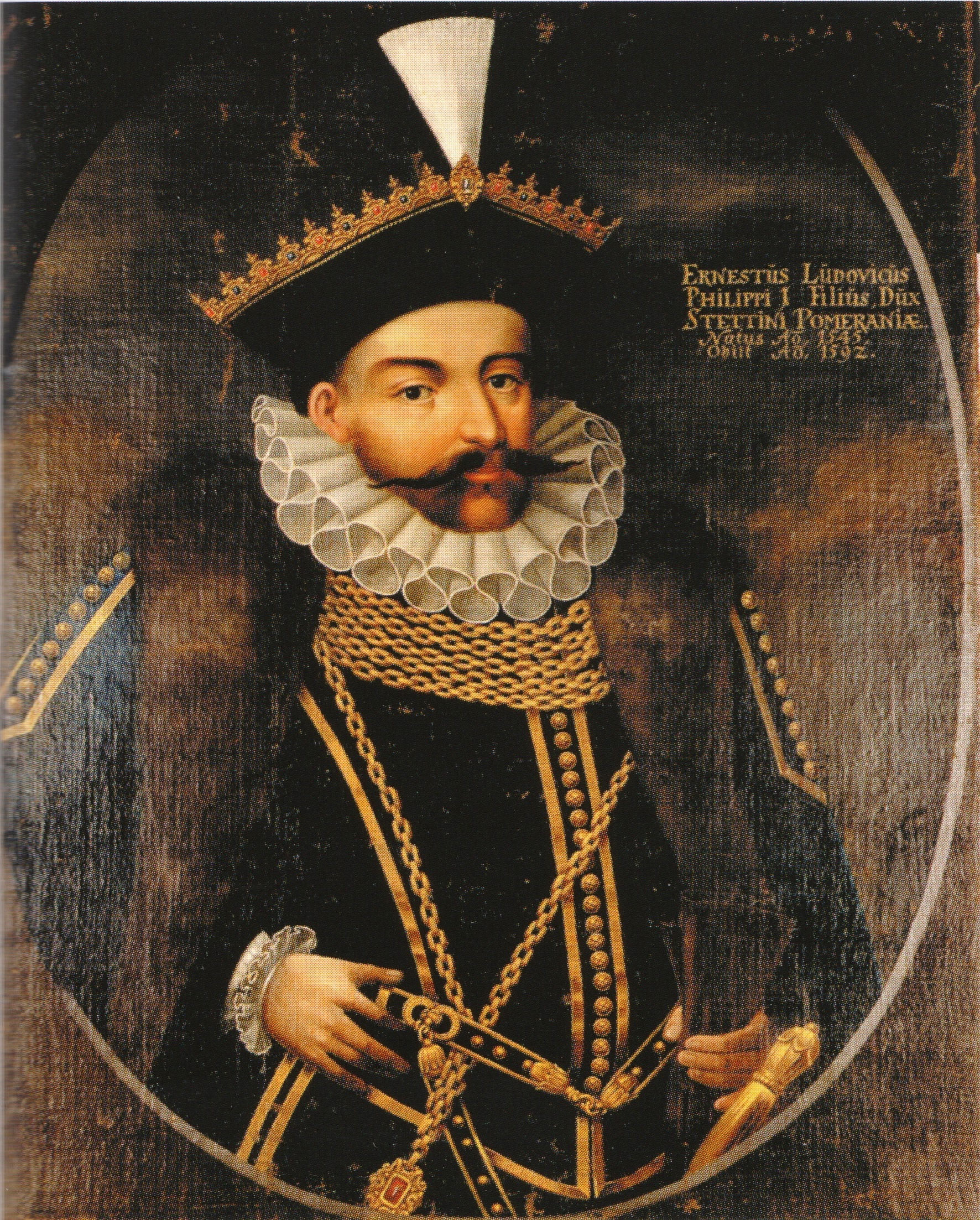
恩斯特·路德維克

恩斯特·路德維克的妻子是沃爾芬比特爾親王尤里烏斯的女兒索菲亞·海德薇希，1577年結婚，有三個孩子。
- 瑪麗亞·海德薇希（1579－1606）
- 艾爾茲別塔·瑪格達列娜（1580－1649）
- 腓力·尤里烏斯（1584－1625）